# Good Ones
"Good Ones" é uma canção da cantora e compositora inglesa Charli XCX. Foi lançada a 2 de setembro de 2021 como primeiro single do seu quinto álbum de estúdio,  Crash (2022). A música foi lançada a 2 de setembro de 2021. Musicalmente, foi descrita como incorporando os gêneros synthwave, electropop e dance.

## Lançamento e promoção
A música foi anunciada um mês antes de seu lançamento. Em seu aniversário, 2 de agosto de 2021, ela revelou a arte da capa e postou o link de pré-salvamento do single no Twitter, onde twittou: "minha nova música Good Ones chega em 2 de setembro. prepare-se para render. pré salve agora. feliz aniversário para mim". A capa apresenta XCX posando em uma roupa inspirada nos anos 80, possivelmente sugerindo a direção sonora do projeto. Ela apresentou a música ao vivo pela primeira vez no The Tonight Show Starring Jimmy Fallon em 7 de outubro de 2021.
"Good Ones" foge ao seu estilo mais experimental, hyperpop, que vinha a usar nos últimos anos, voltando-se a um Pop mais usual como no seu início de carreira. Foi descrita como uma música synthwave e Electropop, cheia de "sintetizadores hipnóticos e pulsantes" e "produção vigorosa". Liricamente, a música retrata o seu hábito de atrair relacionamentos tóxicas e sabotar relacionamentos saudáveis.

## Vídeo musical
O vídeo foi lançado juntamente com a música. O vídeo foi gravado no México e foi realizado pela Hannah Lux Davis. O vídeo mostra Charli no funeral do seu ex-namorado, dançando em roupa interior à volta do túmulo e na lápide. A lápide apresenta seu próprio nome junto com sua data de nascimento e a data 18 de março de 2022, a data de lançamento de Crash.

## Recepção

### Crítica
Jade Gomez da Paste elogiou a música, dizendo "Charli chega com uma espetacular balada que ainda carrega a sagacidade e as peculiaridades que a tornaram uma inovadora."
Quinn Moreland do Pitchfork elogiou a música, mas lamentou seu curto tempo de execução, afirmando que "tantas músicas pop se arrastam por muito tempo, mas esta pode aguentar esticar as pernas. Talvez seja esse o ponto: as coisas boas sempre escapam rápido demais."

### Listas de fim de ano
| Crítica/Publicação | Lista                           | Rank | Ref.   |
| ------------------ | ------------------------------- | ---- | ------ |
| Pitchfork          | As 100 melhores canções de 2021 | 45   | [ 12 ] |

### Comercial
No Reino Unido, "Good Ones" estreou no número 44 da UK Singles Chart, tornando-se o 12º. sucesso no top 50 de Charli, e 17º. ao todo. Adicionalmente se tornou o seu maior sucesso nas paradas como artista principal desde “1999” em 2018. Na Irlanda, a canção estreou no número 32, marcando sua 16ª entrada no país.
No exterior, "Good Ones" alcançou o Top 40 do Mainstream dos EUA, onde atingiu o número 35. Isso rendeu a Charli sua nona entrada na carreira lá.

## Faixas e formatos
Download digital
1. "Good Ones" – 2:16

Download digital – Joel Corry Remix
1. "Good Ones" (Joel Corry Remix) – 2:45

Download digital – THAT KIND Remix
1. "Good Ones" (THAT KIND Remix) – 2:40

Download digital – Perfume Genius Remix
1. "Good Ones" (Perfume Genius Remix) – 3:23

## Créditos e pessoal
Gestão
Publicado pela Warner Records e Atlantic Records — distribuído pela Asylum Records
Canção
- Charlotte Aitchison — vocais, compositora
- Oscar Holter — produtor, compositor
- Caroline Ailin — compositora, vocal de apoio
- Noonie Bao — compositor
- Mattias Larsson — compositor
- Robin Fredriksson — compositor

| - John Hanes — engenheiro - Thomas Warren — engenheiro - Randy Merrill — engenheiro de masterização - Șerban Ghenea — engenheiro de mixagem - Bryce Bordone — engenheiro de mixagem assistente - Lionel Crasta — engenheiro vocal |

Créditos da música adaptados do Tidal.
Vídeo de música
| - Hannah Lux Davis — diretora - Charli XCX — escritora - Andrew Lerios, Brandon Bonfiglio, Jordana Delong e Luga Podesta — produtores executivos - Imogene Strauss — diretor criativo - Dan Curwin — comissário - Sam Pringle — gerente - Lissy Castillo — linha de produção - Matthew Kauth — chefe de produção - Javier Silva — gerente de produção - Ara Aviña — supervisor de produção - Gaul Porat — diretor de fotografia - Christian Torres, Daniel Barrientos e Frederic Henocque — diretor assistente - Tatum Abbott — assistente de direção - Daniel Ténoch Ramos — assistente de produção - Ivan Ovalle — supervisor de posto - Luis Caraza — editor - Tanner Jackson — editor assistente - HOODY FX — artista de efeitos visuais | - Beau Leon — colorista - Fabián Joaquín Medina Navarro — iluminador - Fernanda Guerrero — designer de produção - Oriana Varona Conde — decoradora de cenário - Mauricio González — coordenador de arte - Andrés Gurisatti Abadia e Mario Adrián Marín Hernández — mestres de adereços - Devon Catucci — operador de câmera - Israel Orozco — assistente de operador de câmera - David Bahena Escalante — gravador, técnico de imagem digital - Nathan Kim — coreógrafo - Kelly Alejandra González, Marcela Koleff González, Maythé Sarahí Gomez Yañez e Priscila Reed Serhan — dançarinas - Antonio Vite, Chris Horan, Daniel Furlong, Lauren Jeworski e Osvaldo Padilla — estilistas de guarda-roupa - Gio Lozano, Maggy Espinosa e Nick Lennon — maquiadoras - Gregg Lennon Jr., Isabel Ontiveros Mora, Karina Martínez e Simri Abne — estilistas de cabelo - Esther Santiago e Maria De Jesús Beltrán — manicures - Colin Fletcher — designer de título - Jonathan Rangel Espinosa — operador de reprodução - Andrew Hague, Ivan Ovalle, Luis Caraza e Rebekah Rejniak — designers de som - London Alley e Tonic Films — companhia de produção |

Créditos do vídeo retirados do site Genius.

## Desempenho nas tabelas musicais
| País — Tabela musical (2020)                        | Melhor posição |
| --------------------------------------------------- | -------------- |
| Austrália (ARIA)                                    | 94             |
| Chéquia (Rádio – Top 100)                           | 17             |
| Estados Unidos (Dance/Mix Show Airplay – Billboard) | 38             |
| Estados Unidos (Mainstream Top 40 – Billboard)      | 35             |
| Global 200 (Billboard)                              | 164            |
| Hungria (Rádiós Top 40)                             | 37             |
| Irlanda (IRMA)                                      | 32             |
| Nova Zelândia (Hot Singles – RMNZ)                  | 9              |
| Reino Unido (OCC)                                   | 44             |

## Histórico de lançamento
| Região         | Data                   | Formato                    | Versão               | Gravadora        | Ref.          |
| -------------- | ---------------------- | -------------------------- | -------------------- | ---------------- | ------------- |
| Várias         | 2 setembro de 2021     | Digital download streaming | Original             | Asylum Warner UK | [ 13 ] [ 28 ] |
| Várias         | 4 de outubro de 2021   | Digital download streaming | Joel Corry Remix     | Asylum Warner UK | [ 14 ] [ 29 ] |
| Estados Unidos | 5 de outubro de 2021   | Rádios mainstream          | TBA                  | Elektra          | [ 30 ]        |
| Várias         | 12 de novembro de 2021 | Digital download streaming | THAT KIND Remix      | Asylum Warner UK | [ 15 ] [ 31 ] |
| Várias         | 10 de dezembro de 2021 | Digital download streaming | Perfume Genius Remix | Asylum Warner UK | [ 16 ] [ 32 ] |